# Wang Bojiang
Wang Bojiang (mort au IXe siècle av. J.-C.) est la reine consort du roi Zhou Yiwang.
Elle avait une certaine influence à la cour. Elle dirigeait les affaires économiques de la maison impériale, organisait les banquets et méprisait les ministres.